# La Mort de l'avare
La Mort de l'avare, dénommée également La Mort et la Misère, est une œuvre du peintre néerlandais Jérôme Bosch réalisée vers 1500-1510. Elle est actuellement exposée à la National Gallery of Art de Washington.  L’œuvre est le panneau droit d'un triptyque, aujourd'hui divisé, le Triptyque du vagabond. Les autres panneaux du triptyque sont La Nef des fous et Allégorie de la débauche et du plaisir.

## Contexte
La Mort de l'avare à la tradition de memento mori, œuvres qui rappellent au spectateur le caractère inévitable de la mort. Le tableau montre l'influence des manuels populaires du XVe siècle sur l'art de mourir (Ars moriendi), destinés à aider les chrétiens à choisir entre le Christ sur les plaisirs coupables. La mort approchant, l'avare, incapable de résister aux tentations du monde, tend la main en direction d'un sac d'or que lui offre un démon y compris quand un ange lui montre la direction d'un crucifix à partir duquel descend un mince faisceau de lumière blanche.

## Description
Le tableau contient des références à des modes de vie dichotomiques. Un crucifix est fixé sur la seule fenêtre de la chambre. Un faisceau de lumière illumine la pièce, plongée dans l'obscurité. Un démon tenant un braise est présent au-dessus du lit et se penche sur le mourant, attendant son heure. La mort est revêtue des habits flottants qui peuvent être une allusion subtile à la tunique d'une prostituée. Elle tient dans sa main une flèche avec laquelle elle vise l'entre-jambe de l'avare, ce qui indique que le mourant souffre d'une maladie vénérienne, qui elle-même peut être associée à l'amour des plaisirs terrestres.
Au premier plan, Bosch représente peut-être l'avare, comme il était auparavant, en pleine santé, accumulant l'or dans un coffre tout en serrant son chapelet dans ses mains. Des symboles de la puissance terrestres tels qu'un casque, une épée et un bouclier font allusion aux folies terrestres - et font allusion au statut social de cet homme pendant sa vie, bien que pour le combat final qu'il ait à mener, il soit nu, sans armes ni armure. La représentation de natures mortes pour symboliser la vanité, le caractère éphémère, ou la pourriture allait devenir un genre en soi au XVIIe siècle parmi les artistes flamands,.
Que l'avare accède ou non, dans ses derniers moments, au salut que lui propose le Christ ou qu'il s'accroche à ses richesses matérielles, est laissé en suspens.

## Sources et bibliographie
- (en) Cet article est partiellement ou en totalité issu de l’article de Wikipédia en anglais intitulé « Death and the Miser » (voir la liste des auteurs).